# ذنبية
ذَنَبِيَّة أو ذَنَبَان جنس من الزهور المعمرة النفضية في الفصيلة البروفية. تُعرف أيضًا بالإنجليزية بزنابق الثعلب أو شموع الصحراء . أنواعه نباتات واطنة في أوروبا الشرقية في (روسيا وأوكرانيا) وآسيا المعتدلة من تركيا إلى الصين.

## الأنواع
من أنواعه:
- ذنبية إلويس
- ذنبية برتقالية
- ذنبية بنجية
- ذنبية بهية
- ذنبية تركستانية
- ذنبية حملايا
- ذنبية عصلبية
- ذنبية كرولكوف